# Stefan Rohner
Stefan Rohner (* 1959 in Herisau) ist ein Schweizer Fotograf und bildender Künstler.

## Biographie
Rohner ließ sich in Freiburg im Üechtland bei Benedikt Rast zum Fotografen ausbilden. Bereits seine Mutter, Elisabeth Rohner-Rutz und sein Grossvater Othmar Rutz waren fotografisch tätig. Stefan Rohner arbeitet seit 1985 als freier Künstler. Seit 1988 bis im Jahre 2000 dokumentierte er die Aktionen des Künstlers Roman Signer.
Stefan Rohner ist mit Fotografie und Film aufgewachsen und lotet diese Kommunikationsmittel in allen möglichen Facetten aus: zum Beispiel mittels Raum-Installationen oder übermalten Fotografien. Videoarbeiten verpackt er meist in Skulpturen oder Objekte und er sieht sich als Multi-Media-Künstler. Seine Arbeiten werden oft durch eine leise Ironie begleitet; sei es in der Präsentationsform oder den Sujets seiner Inszenierungen. Mit seinen konstruierten Bildern versucht er mehr an die Realität zu erinnern, als diese wahrheitsgetreu aufzuzeigen. Projekte entstehen in aufwendigen Recherchen zu Themen wie Ethnologie, Botanik und Geomantie.
Stefan Rohner hat schon dutzende Teamarbeiten mit diversen Kunstschaffenden umgesetzt.

## Einzelausstellungen (Auswahl)
- 2001 APC Galerie Köln
- 2002 Galerie Schwarz, Greifswald
- 2003 EXEX, St. Gallen
- 2003 Kunsthalle, Wil
- 2004 Kunstraum Kreuzlingen
- 2004 Katharinen, St. Gallen
- 2009 Espace d’une sculpture, Lausanne
- 2010 Kornhaus Rorschach, Kulturfrühling
- 2010 Station 21, Zürich
- 2010 Lokal Int, Biel
- 2012 Galerie Schwarz, Greifswald
- 2012 chamber of fine arts, Zürich
- 2012 Forum Vebikus, Schaffhausen
- 2013 Zeughaus Teufen
- 2013 Wanderbühne Ledi, Herisau (Teamarbeit)
- 2014 Kunstraum Engländerbau Vaduz
- 2015 APCd Fondation, Fribourg Marly
- 2016 Galerie Schwarz, Greifswald
- 2021 Städtische Ausstellung im Lagerhaus SG

## Gruppenausstellungen (Auswahl)
- 2001 Galerie im Leinwandhaus, Frankfurt
- 2002 APC Galerie Köln
- 2002 Espace Arlaud, Lausanne
- 2002 Kunstmuseum des Kt Thurgau
- 2002 Kunstmuseum Singen
- 2002 Ecole des Beaux-Arts, Genf
- 2003 Internat. Bodensee-Konferenz, Vaduz
- 2003 Altes Zeughaus Herisau
- 2003 BAC-Festival, Barcelona
- 2003 D-FOTO, San Sebastian
- 2006 Heimspiel Kunstmuseum SG
- 2007 Palais Liechtenstein, Feldkirch (A)
- 2010 Kunstnacht Landshut, (D)
- 2010 Gratwanderung, Kunstverein Aschaffenburg
- 2011 Galerie Merkle, Stuttgart
- 2011 Garderobe, Zürich
- 2011 sculptures en plain air, Lausanne
- 2011 Sehnsucht Süden, Kunstmuseum, St. Gallen
- 2012 Kunstforum Montafon
- 2013 Kunsthalle Wil
- 2014 Kunsthallen Toggenburg
- 2015 Nukleus Nairs, Scuol
- 2015 Circus in Putbus, auf Rügen (D)
- 2016 Grosse Regionale Alte Fabrik, Rapperswil
- 2016 Museum Bickel, Walenstadt
- 2018 Openair-Performance St. Gallen
- 2018 Kunsthalle(n) Toggenburg
- 2019 Gasometer, Triesen, FL
- 2019 Historisches und Völkerkunde Museum SG
- 2020 Geiler Block, Arbon
- 2020 Kunsthalle(n) Toggenburg, Hemberg
- 2020 Kunsthalle Appenzell
- 2021 Trudelhaus Baden
- 2021 Kunstzeughaus Rapperswil SG
- 2022 Galerie Weiertal, VonWegen
- 2022 Shed im Eisenwerk, Frauenfeld
- 2023 MoorArt, Rifferswil

## Kunstprojekte initiiert von Stefan Rohner
- 2013/14 «Weisses Rauschen aus der Eisfabrik» Ausstellung im Engländerbau Vaduz zum Thema Schnee und Eis in Grönland und Arktis. Teamarbeit mit Mirjam Kradolfer und Stefan Rohner.[2]
- 2019/20 «Bricolage – wild–exotic–different» Ausstellung im Kulturmuseum St. Gallen zum Thema Ethnologie und Kunst im Dialog. Mit Brigit Edelmann und Andy Storchenegger und Stefan Rohner.[3]
- 2022 «palmtrees and snowballs» Ausstellung im Shed im Eisenwerk in Frauenfeld zum Thema Klimawandel im weitesten Sinn. Mit Michael Bodenmann, Brigit Edelmann, Julia Körner, Pascal Lampert und Stefan Rohner.[4]

## Publikationen (Auswahl)
- 1993 Lichtbilder, Schwarzweiss Fotografien, (Eigenverlag)
- 2000 Stefan Rohner, Monografie, (Verlag Typotron)
- 2014 Weisses Rauschen aus der Eisfabrik (Eigenverlag)
- 2019 Manjakop “wild exotic different” (Edition Clandestin)
- 2021 breathe the green, im Grünen schwimmen (Edition Clandestin)

## Auszeichnungen
- 1991 Förderbeitrag Appenzell-Auserrhodische Kulturstiftung
- 1992 Werkbeitrag Kanton St. Gallen
- 1995 Förderbeitrag Int. Bodenseekonferenz
- 1998 Förderbeitrag der Stadt St. Gallen
- 2000 Interartes Fotopreis
- 2002 Werkbeitrag Stadt St. Gallen
- 2002 Résidence-Workshop, Royen (F)
- 2003 Werkbeitrag Thurgauer Kulturstiftung
- 2004 Werkbeitrag des Kantons St. Gallen
- 2006 Silvrett-Atelier (A)
- 2009 Atelier-Aufenthalt Stiftung NAIRS, Scuol
- 2011 Werkbeitrag des Kantons St. Gallen
- 2014 Förderbeitrag Kunststiftung Liechtenstein
- 2015 Résidence Fondation APCd, Fribourg Marly
- 2020 Werkbeitrag Stadt St. Gallen